# Ojuelait
Ojuelait ist ein sehr selten vorkommendes Mineral aus der Mineralklasse der „Phosphate, Arsenate und Vanadate“. Es kristallisiert im monoklinen Kristallsystem mit der chemischen Zusammensetzung ZnFe3+2[OH|AsO4]2·4H2O, ist also chemisch gesehen ein wasserhaltiges Zink-Eisen-Arsenat mit Hydroxidionen als zusätzlichen Anionen.
Ojuelait ist durchscheinend und von gelblichgrüner Farbe bei hellgelber Strichfarbe. Das Mineral entwickelt nur kleine, faserige bis nadelige Kristalle von wenigen Millimetern Größe, die meist in strahligen Büscheln angeordnet sind. Die Kristallflächen selbst weisen einen glasähnlichen Glanz auf, faserige Aggregatformen zeigen dagegen einen sanften Schimmer ähnlich wie Seide.
Mit einer Mohshärte von 3 gehört Ojuelait zu den mittelharten Mineralen, die sich ähnlich wie das Referenzmineral Calcit mit einer Kupfermünze ritzen lassen.

## Etymologie und Geschichte
Erstmals entdeckt wurde das Mineral in der Ojuela Mine bei Mapimí im mexikanischen Bundesstaat Durango und beschrieben 1981 durch Fabien Cesbron, Miguel Romero Sanchez und Sidney A. Williams, die es nach seiner Typlokalität benannten.
Das Typmaterial des Mineral wird in der Universität Pierre und Marie Curie in Paris und im National Museum of Natural History in Washington (Katalog-Nr. 145679) aufbewahrt.

## Klassifikation
In der veralteten 8. Auflage der Mineralsystematik nach Strunz ist Ojuelait nicht verzeichnet. Nur im zuletzt 2018 überarbeiteten und aktualisierten Lapis-Mineralienverzeichnis nach Stefan Weiß, das sich aus Rücksicht auf private Sammler und institutionelle Sammlungen noch nach dieser klassischen Systematik von Karl Hugo Strunz richtet, erhielt das Mineral die System- und Mineral-Nr. VII/D.08-50. In der „Lapis-Systematik“ entspricht dies der Klasse der „Phosphate, Arsenate und Vanadate“ und dort der Abteilung „Wasserhaltige Phosphate, mit fremden Anionen“, wo Ojuelait zusammen mit Arthurit, Bendadait, Cobaltarthurit, Coralloit, Earlshannonit, Kleemanit, Kunatit, Mapimit und Whitmoreit die „Arthurit-Gruppe“ mit der System-Nr. VII/D.08 bildet.
Die seit 2001 gültige und von der International Mineralogical Association (IMA) bis 2009 aktualisierte 9. Auflage der Strunz’schen Mineralsystematik ordnet den Ojuelait ebenfalls in die Abteilung der „Phosphate usw. mit zusätzlichen Anionen; mit H2O“ ein. Diese ist allerdings weiter unterteilt nach der relativen Größe der Kationen und dem Stoffmengenverhältnis der zusätzlichen Anionen zum Phosphat-, Arsenat- bzw. Vanadatkomplex (RO4), so dass das Mineral entsprechend seiner Zusammensetzung in der Unterabteilung „Mit ausschließlich mittelgroßen Kationen; (OH usw.) : RO4 = 1 : 1 und < 2 : 1“ zu finden ist, wo es zusammen mit Arthurit, Bendadait, Cobaltarthurit, Earlshannonit, Kunatit und Whitmoreit die „Whitmoreit-Gruppe“ mit der System-Nr. 8.DC.15 bildet.
Auch die vorwiegend im englischen Sprachraum gebräuchliche Systematik der Minerale nach Dana ordnet den Ojuelait in die Klasse der „Phosphate, Arsenate und Vanadate“ und dort in die Abteilung der „Wasserhaltige Phosphate etc., mit Hydroxyl oder Halogen“ ein. Hier ist er ebenfalls in der „Whitmoreit-Gruppe“ mit der System-Nr. 42.11.18 innerhalb der Unterabteilung „Wasserhaltige Phosphate etc., mit Hydroxyl oder Halogen mit (AB)4(XO4)3Zq × x(H2O)“ zu finden.

## Kristallstruktur
Ojuelait kristallisiert monoklin in der Raumgruppe P21/c (Raumgruppen-Nr. 14) mit den Gitterparametern a = 10,24 Å; b = 9,66 Å; c = 5,56 Å und β = 94,4° sowie zwei Formeleinheiten pro Elementarzelle.

## Bildung und Fundorte
Ojuelait bildet sich in der Oxidationszone von arsenreichen und polymetallischen, hydrothermalen Erz-Lagerstätten. An seiner Typlokalität und bisher einzigem bekannten Fundort in Mexiko, der Ojuela-Mine, trat das Mineral in Paragenese mit Paradamin, Skorodit, Smithsonit und Limonit auf.
Weitere bisher bekannte Fundorte sind die Tsumeb Mine in Namibia, wo das Mineral neben Smithsonit noch mit Tennantit und Goethit vergesellschaftet auftrat; einige Gruben bei Agios Konstantinos und Hilarion in der griechischen Gemeinde Lavrio (Attika) und die Sterling Mine bei Sterling Hill im Sussex County des US-Bundesstaates New Jersey.